# غوران فربانك
غوران فربانك (بالكرواتية: Goran Vrbanc) مواليد 8 أكتوبر 1984 في رييكا، جمهورية كرواتيا الاشتراكية، هو لاعب كرة سلة كرواتي. بدأ مسيرته الاحترافية في سنة 2003. يبلغ طوله 6 قدم 4 بوصة (1.9 م).

## المسيرة الاحترافية
لعب مع سيبونا من سنة 2006 إلى 2011، ثم لعب مع زادار من سنة 2011 إلى 2013، ثم لعب مع ليتكابليس في موسم 2013–2014، ثم لعب مع كشالين في موسم 2014–2015، ثم لعب مع زغرب في موسم 2015–2016، ثم لعب مع سولنوكي أولاي في سنة 2016، ثم لعب مع بريشتينا في سنة 2016.

## روابط خارجية
- غوران فربانك على موقع الاتحاد الدولي لكرة السلة (الإنجليزية)
- غوران فربانك على موقع الدوري الأوروبي لكرة السلة (الإنجليزية)
- غوران فربانك على موقع كرة السلة الأوروبية.كوم (الإنجليزية)
- غوران فربانك على موقع DraftExpress.com (الإنجليزية)
- غوران فربانك على موقع ريلجم (الإنجليزية)
- غوران فربانك على موقع بروبوليرز (الإنجليزية)
- غوران فربانك على موقع سبورتس رفرنس (الإنجليزية)